# 名古屋テレビ制作日曜朝7時枠のアニメ
本項目では、名古屋テレビ（メ〜テレ）を制作局として、テレビ朝日系列（ANN）フルネット24局で毎週日曜7:00 - 7:30（JST）に設けられていたアニメの放送枠について解説する。

## 概要
1998年4月、それまで土曜夕方に放送されていた『Bビーダマン爆外伝』が本時間帯へ移動。以降2017年9月に枠自体が終了するまでの19年半もの間、アニメ枠として長らく定着していた。また2007年3月より2011年1月までの一時期には、日曜7時台並びに8時台に設けられていたアニメ・特撮番組によるコンプレックス枠「ニチアサキッズタイム」の第1枠としても位置づけられていた。
番組の放送期間は、当初は直後の時間帯に放送される「スーパー戦隊シリーズ」などと同様に、原則として2月上旬開始の約1年間に設定されていたが、『バトルスピリッツ』シリーズが開始した2008年以降は放送期間はそのままに、一部の例外を除き9月もしくは10月開始へと移行した。

## 作品リスト
特記のないものを除き、いずれもサンライズ（2015年4月以降は子会社のバンダイナムコピクチャーズ）がアニメーション制作を担当。これらの作品の放送回数は通算963回に及ぶ。
| #  | 作品名                                               | 放送期間                       | 話数            | 備考 |
| -- | ---------------------------------------------------- | ------------------------------ | --------------- | --- |
| 1  | Bビーダマン爆外伝                                    | 1998年4月5日 - 1999年1月31日   | 41話 （全48話） | ※マッドハウス制作。 1998年2月7日から3月28日までの放送分は土曜17時台前半にて放送。 |
| 2  | Bビーダマン爆外伝V                                   | 1999年2月7日 - 2000年1月30日   | 全50話          | ※マッドハウス制作。 前作の続編。 |
| 3  | ニャニがニャンだー ニャンダーかめん                  | 2000年2月6日 - 2001年9月30日   | 全83話          | 同番組よりデジタル制作へ移行。 在名局唯一のやなせたかし原作作品。 |
| 4  | 激闘!クラッシュギアTURBO                             | 2001年10月7日 - 2003年1月26日  | 全68話          | 同番組より『クラッシュギアシリーズ』。 同番組より、番組宣伝担当者名の表記を開始。 |
| 5  | クラッシュギアNitro                                  | 2003年2月2日 - 2004年1月25日   | 全50話          | 放送期間中の2003年4月より、制作局のクレジットをメ〜テレ名義へと変更。 |
| 6  | かいけつゾロリ                                       | 2004年2月1日 - 2005年2月6日    | 全52話          | ※アンバーフィルムワークス・亜細亜堂制作。 同番組より『かいけつゾロリシリーズ』。 |
| 7  | まじめにふまじめ かいけつゾロリ                      | 2005年2月13日 - 2007年1月28日  | 全97話          | ※サンライズ・亜細亜堂制作。 本枠及びテレビ朝日系列における『かいけつゾロリシリーズ』最終作。放送話数97話は最多であり、前作からの通算話数は全149話である。 |
| 8  | 古代王者 恐竜キング Dキッズ・アドベンチャー          | 2007年2月4日 - 2008年1月27日   | 全49話          | 同番組よりハイビジョン制作へ移行（アナログ放送では4:3のサイドカット）。 同番組より、アサツーディ・ケイが広告代理店を担当（一部例外を除く）。 提供クレジットでの言い回しも「この番組は…」から「○○××（アニメの作品名）は…」へ変更された。 また同番組の2008年1月13日放送分（第47話「大恐竜出現!」）で名古屋テレビ制作全国ネットアニメ放送通算1,500回を突破。 |
| 9  | 古代王者 恐竜キング Dキッズ・アドベンチャー 翼竜伝説 | 2008年2月3日 - 8月31日         | 全30話          | 前作の続編。 同番組の2008年4月13日放送分（第11話「三蔵VSマブザウルス」）で本枠通算500回を突破。 前作からの通算話数は全79話。 |
| 10 | バトルスピリッツ 少年突破バシン                      | 2008年9月7日 - 2009年9月6日    | 全50話          | 同番組より『バトルスピリッツシリーズ』。 便宜上の制作協力として東映アニメーションも参加。 |
| 11 | バトルスピリッツ 少年激覇ダン                        | 2009年9月13日 - 2010年9月5日   | 全50話          | 同番組より16:9のレターボックス放送へ移行。 |
| 12 | バトルスピリッツ ブレイヴ                            | 2010年9月12日 - 2011年9月11日  | 全50話          | 同番組よりデータ放送を開始。 |
| 13 | バトルスピリッツ 覇王（ヒーローズ）                  | 2011年9月18日 - 2012年9月2日   | 全50話          | 同番組の2012年1月8日放送分（第16話）より、 『まじめにふまじめ かいけつゾロリ』以来5年ぶりに制作クレジットが社名ロゴ表示となった。 |
| 14 | バトルスピリッツ ソードアイズ                        | 2012年9月9日 - 2013年9月8日    | 全50話          | 同番組の2013年4月7日放送分（第30話）より『バトルスピリッツソードアイズ 激闘伝』へと改題。 |
| 15 | 最強銀河 究極ゼロ 〜バトルスピリッツ〜               | 2013年9月22日 - 2014年9月21日  | 全49話          | 放送開始前週の2013年9月15日には、事前特番『究極ゼロだ!直前SP ごちそう冒険ツアーズ!』を放送。 本枠およびテレビ朝日系列における『バトルスピリッツシリーズ』最終作。 |
| 16 | トライブクルクル                                     | 2014年9月28日 - 2015年10月4日  | 全50話          | 放送期間中の2015年4月より、サンライズよりバンダイナムコピクチャーズへ制作を移管。 亜細亜堂制作協力。 |
| 17 | ブレイブビーツ                                       | 2015年10月11日 - 2016年3月27日 | 全22話          | 亜細亜堂制作協力。 |
| 18 | 機動戦士ガンダムユニコーン RE:0096                   | 2016年4月3日 - 9月11日         | 全22話          | 2010年発表のOVAの再編集版。 |
| 19 | ヘボット!                                            | 2016年9月18日 - 2017年9月24日  | 全50話          | ※バンダイナムコピクチャーズ・HEYBOT! PROJECT制作。 本枠におけるメ〜テレ単独制作の全国ネットアニメの最終作品。 |

## 備考
- ANNに加盟しているクロスネット局（福井放送とテレビ宮崎）では他系列を優先ネット[注 5]としている関係上、福井放送は『恐竜キング』シリーズの遅れネットのみ、テレビ宮崎はネットなしの状態であり、それぞれ系列外局への番組販売も行われていなかった。また系列外（ANN非加盟）局での放送も、『ニャニがニャンだー ニャンダーかめん』をテレビ高知（TBS系列）が、『かいけつゾロリ』シリーズを山梨放送（日本テレビ系列、第2期も途中まで放送）、チューリップテレビ（TBS系列、第1期のみ）と山陰中央テレビ（フジテレビ系列、第1期のみ）が放送したのみである。
- 山形テレビと静岡朝日テレビは、日曜8時台前半にてローカル番組を放送していた2009年4月改編まで『ニチアサキッズ合体スペシャル』の対象から外れていたため、当該企画の放送日には企画要素を省いた通常版をこの2局に裏送りしていた。
- 毎年6月第3週は「全米オープンゴルフ」中継、7月第2週は「全米女子オープンゴルフ」中継、11月第1週は「全日本大学駅伝」中継（2013年以降）のため、年末年始は特別編成のためそれぞれ休止となった。このうちゴルフ中継の場合、開催地の時差によっては通常通り放送される場合もあった。